# Okány
Okány este un sat în districtul Sarkad, județul Békés, Ungaria, având o populație de 2.765 de locuitori (2011). 

## Demografie
Componența etnică a satului Okány
     Maghiari (95,76%)
     Romi (3,48%)
     Alții (0,75%)
Componența confesională a satului Okány
     Fără religie (33,45%)
     Reformați (29,29%)
     Romano-catolici (3,36%)
     Necunoscută (33,31%)
     Alte religii (0,9%)
Conform recensământului din 2011, satul Okány avea 2.765 de locuitori. Din punct de vedere etnic, majoritatea locuitorilor (95,76%) erau maghiari, cu o minoritate de romi (3,48%). Nu există o religie majoritară, locuitorii fiind persoane fără religie (33,45%), reformați (29,29%) și romano-catolici (3,36%). Pentru 33,31% din locuitori nu este cunoscută apartenența confesională.